# Alberto Inocente Álvarez Cabrera
Alberto Inocente Álvarez Cabrera (28 de octubre de 1905 – 6 de febrero de 1985) fue un abogado, diplomático y político cubano.

## Primeros años
Álvarez se graduó de la Facultad de Leyes de la Universidad de La Habana en 1930 y después estudió contabilidad en la Universidad de Nueva York.
Durante la dictadura del General Gerardo Machado (1925-1933), estuvo involucrado en las luchas del Directorio Estudiantil y sufrió prisión. 

## Carrera política
Participó en la Asamblea Constituyente de 1940. Resultó elegido a la Cámara de Representantes ese mismo año. 
Fue elegido senador en 1944. Posteriormente, fue nombrado Ministro de Comercio (1944–1945) y Ministro de Estado (1945-1947). En 1950, fue elegido senador por la Provincia de Pinar del Río. 
Posteriormente, fue embajador de Cuba en México y luego el representante de Cuba ante Naciones Unidas. La posición de Presidente del Consejo de Seguridad de Naciones Unidas, que rota mensualmente, Álvarez la ocupó en marzo de 1949.
En febrero de 1947 tuvo un duelo de honor (con sable) con el senador Eduardo Chibás, en la Sala de Armas del Capitolio Nacional.

## Exilio
Álvarez tenía muchos negocios, tanto dentro como fuera de Cuba, pero se exilió cuando el general Fulgencio Batista derrocó al Presidente Carlos Prío Socarrás, en marzo de 1952. 
Regresó tiempo después, pero se exilió permanentemente en 1959, tras el triunfo de la Revolución cubana, liderada por Fidel Castro. 
Primero marchó a Costa Rica, para después mudarse a Miami, Florida. Tiempo después, viajó a España y luego regresó a Costa Rica. 
Falleció en los Estados Unidos, el 6 de febrero de 1985, a los 79 años de edad.

## Vida personal
Se casó en dos ocasiones, primero con Lidia Fajardo y luego con Fausta Aspiazu García. Con su segunda esposa tuvo dos hijos, Alberto Inocente Álvarez Azpiazu, María Isabel Álvarez Azpiazu 
Era miembro de los exclusivos “Vedado Tennis Club” y Havana Biltmore Yacht and Country Club.
| Predecesor: Gustavo Cuervo Rubio | Ministro de Estado de Cuba 1945- 1947 | Sucesor: Rafael González Muñoz |